# Radosław Kotarski

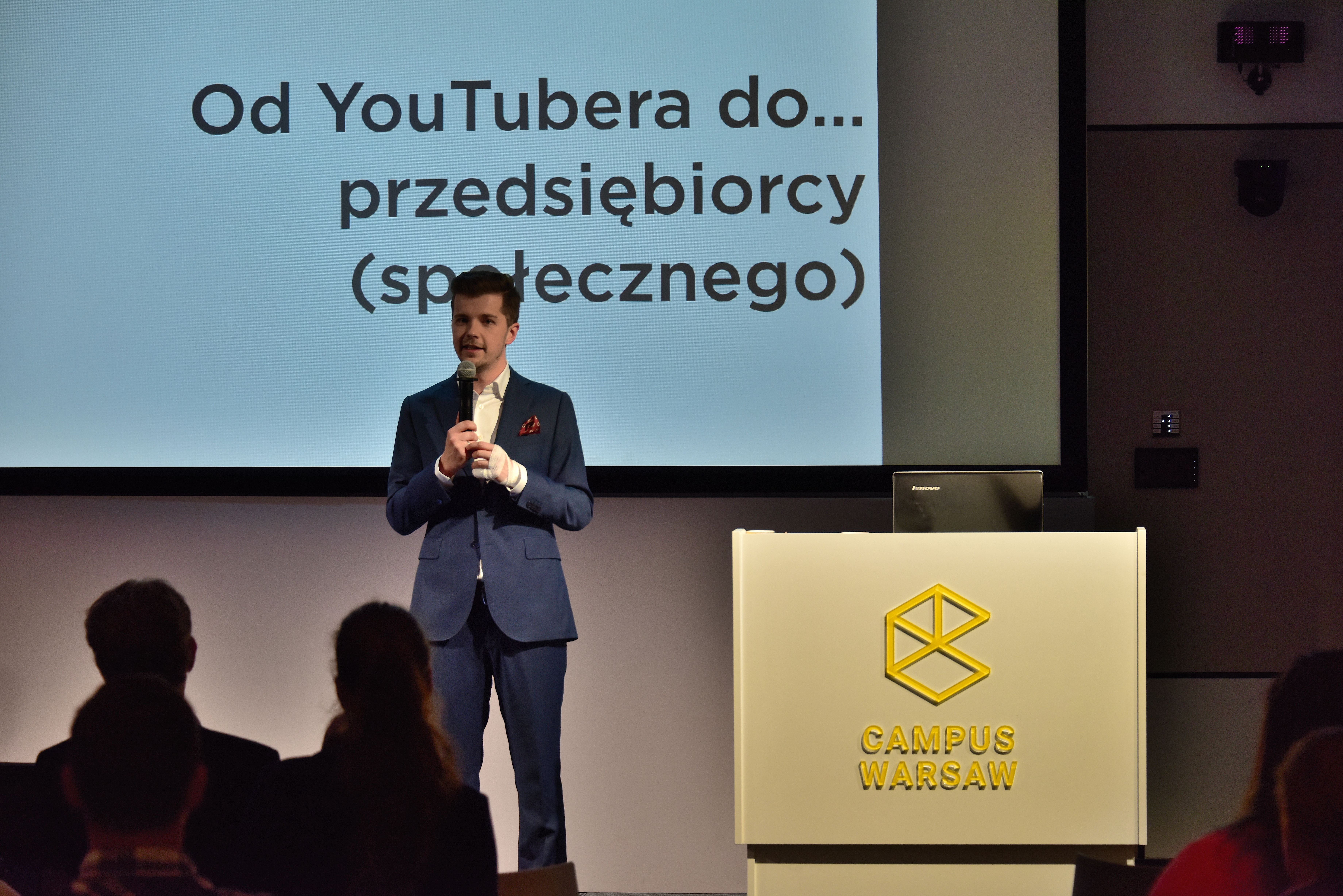
Kotarski podczas wystąpienia w czasie Pitch & Pizza Night w Campus Warsaw w Warszawie (2018)

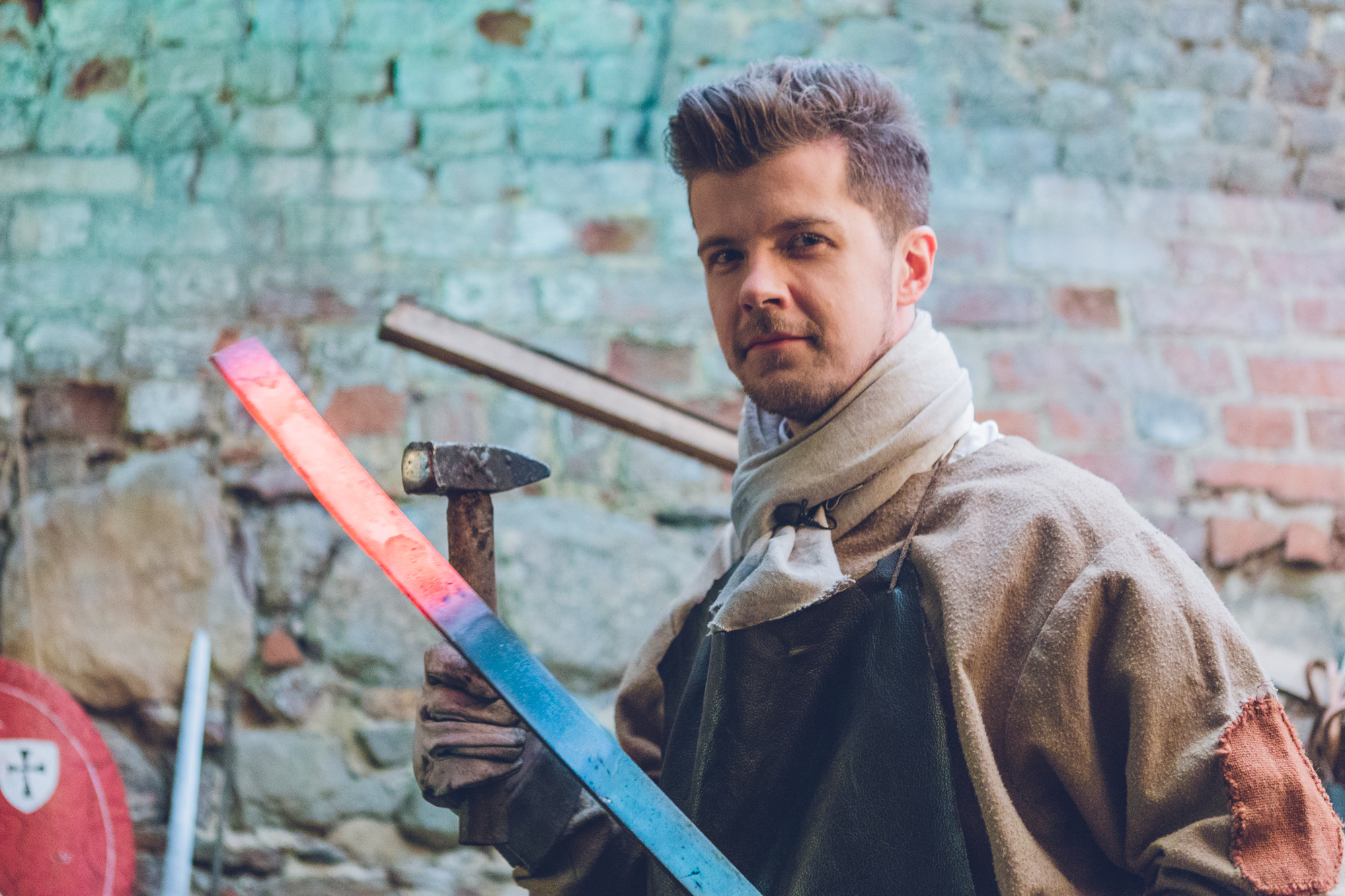
Kotarski na planie zdjęciowym programu Podróże z historią (2015)

Radosław Jerzy Kotarski (ur. 9 stycznia 1986 w Zielonej Górze) – polski dziennikarz, pisarz, przedsiębiorca. Twórca kanału Polimaty w serwisie YouTube, w którym prezentuje treści edukacyjne. Współzałożyciel sieci partnerskiej LifeTube i właściciel wydawnictwa Altenberg. Prowadzący i reżyser programu Podróże z historią tworzonego dla TVP2. 

## Życiorys
Ukończył V Liceum Ogólnokształcące im. Krzysztofa Kieślowskiego w Zielonej Górze. W latach 2005–2010 studiował prawo na Uniwersytecie Jagiellońskim. W latach 2011–2013 prowadził przedsiębiorstwo importujące towary z Chin, głównie materiały reklamowe: smycze i breloczki. W latach 2013–2014 studiował historię na Uniwersytecie Warszawskim.

### Projekty telewizyjne
W 2011 w Krakowie prowadził popularnonaukowe wykłady pn. Polimaty. Początkowo wykorzystywane w tym celu materiały wideo miały być formą promocji wykładów, lecz po emisji pierwszego odcinka stały się główną formą działalności. Kontynuacją takiej formy prowadzenia wykładów był założony kanał na YouTube pod tym samym tytułem. W 2013 współpracował z programem TVP2 Pytanie na śniadanie, w którym popularyzował wiedzę oraz przeprowadzał eksperymenty naukowe. Od września 2013 występował w roli eksperta w dziedzinie historii w programie Świat się kręci w TVP1. W 2014 współprowadził z Tomaszem Kammelem teleturniej Tylko Ty! w TVP2, a w 2024 został prowadzącym teleturniej Va banque tej samej stacji. 
W kwietniu 2014 w stacji Fokus TV ukazał się pełny sezon jego autorskiego programu popularnonaukowego Tajemnice historii. W 2015 TVP2 zaproponowała mu stworzenie autorskiego programu podróżniczo-historycznego. W październiku 2015 miał premierę pierwszy odcinek serii Podróże z historią, która pokazuje wybrane historyczne obiekty w Polsce i opowiada o życiu ludzi w dawnych epokach. Do 2017 zrealizowano pięć serii programu.
We wrześniu 2014 rozpoczął współpracę reklamową z Bankiem Millennium. Jest twarzą kampanii banku oraz tworzy krótkie filmy edukacyjne na temat finansów – Millematy.

### Projekty w sieci
W sierpniu 2012 założył na kanale YouTube program internetowy Polimaty. Jego pierwszy odcinek pt. Dama z gronostajem do 2019 doczekał się ponad 490 tys. odsłon. W odcinkach serii Polimaty porusza głównie zagadnienia związane z historią, językoznawstwem, biologią, psychologią, sztuką i medycyną. Kanał Polimaty został wyświetlony w serwisie YouTube ponad 73 mln razy i posiada ponad 600 tys. stałych subskrybentów. Od 17. odcinka wprowadził dodatkową serię Polimaty Plus, w którym odpowiada na pytania widzów.
W 2013, wraz z Barbarą Sołtysińską, został współzałożycielem sieci partnerskiej LifeTube skupiającej twórców materiałów na YouTube.
W 2021, razem z Dawidem Podsiadło, stworzył Podsiadło Kotarski Podcast, w którym w humorystyczny sposób zahaczają o tematykę popkultury i aktualnych wydarzeń.

## Życie prywatne
Jest synem Jerzego Kotarskiego (ur. 1960), w latach 2014–2016 prezesa klubu Stelmet Zielona Góra i jego żony Krystyny (ur. 1962), nauczycielki.
Ma brata Andrzeja. Od 2014 żonaty z Nataszą, z którą współpracuje przy tworzeniu materiałów wideo. Ma syna, Borysa (ur. 2016).

## Publikacje
- Nic bardziej mylnego! (wyd. ZNAK, 21 października 2015, ISBN 978-83-240-3552-6) – Radosław Kotarski w książce obala 50 popularnych mitów głęboko zakorzenionych w społecznej świadomości[36]. Książka uzyskała status bestsellera m.in. w sieci Empik[37].
- Włam się do mózgu (wyd. Altenberg, 20 września 2017, ISBN 978-83-948712-1-5) – książka dotycząca sposobów skutecznej nauki[38]. Uzyskała status bestsellera jeszcze w przedsprzedaży. Sprzedało się już ponad 150 tysięcy egzemplarzy[39].
- Nic bardziej mylnego (wyd. Altenberg, 15 października 2018, ISBN 978-83-948712-9-1) – poszerzone wydanie Nic bardziej mylnego! zawierające 8 dodatkowych mitów i rozbudowaną oprawę graficzną[40].
- Inaczej. Jak pracować mniej, ale lepiej i przyjemniej (wyd. Altenberg, 20 października 2020, ISBN 978-83-958221-8-6) – książka dotycząca tego, jak pracować efektywniej[41].
- Częściowo udane samobójstwo, (wyd. Altenberg, 27 stycznia 2022, ISBN 978-83-66747-38-8) – opowiadanie będące fabularnym debiutem Radosława Kotarskiego. Jest historią niedoszłego samobójcy, który poszukuje spokoju[42].
- Mężczyzna, który uderzy dziecko i inne opowiadania, (wyd. Altbuch, 17 października 2022, ISBN 978-83-67500-06-7) – zbiór opowiadań o ludziach, których losy przecięły się 24 lutego 2022 (w dzień inwazji Rosji na Ukrainę) na lotnisku Chopina w Warszawie[43].

## Nagrody i wyróżnienia
- 2013, Konkurs Blog Roku, Wyróżnienie specjalne od Onet.pl[44]
- 2014, wyróżnienie w Rankingu 50 Najbardziej Kreatywnych w Biznesie magazynu „Brief”[45]
- 2014, zwycięzca plebiscytu Ludzie Roku „Briefu” 2014 w kategorii Człowiek Mediów 2014[46]
- 2015, główna nagroda w plebiscycie Złoty OTIS z Diamentami w kategorii Medyczne projekty edukacyjne – nagroda przyznana na wespół z Boehringerem Ingelheimem za film o idiopatycznym włóknieniu płuc[47]
- 2017, medal Prezydenta Miasta Gdańska za promocję Gdańska[48]
- 2022, tytuł Mistrz Mowy Polskiej Vox Populi[49]